# 饶谨
饶谨（1985年—），福建人，ANTI-CNN創辦人，现任四月傳媒董事長。

## 生平
2005年，饶谨在清华大学工程物理专业就读期间，创办小型网络技术公司“中易网天”。2007年大学毕业同年，创办ANTI-CNN，后发展为四月网（得名于2008年流行词“四月青年”，指“3·14事件”和北京奥运火炬海外传递受阻后，在网络指责西方媒体报道失实的中国大陆青年）。饶谨曾称每年为四月网补贴300-400万元人民币，主要来自中易网天的营收，但四月网幕后投资人实为美籍华人李世默。
2012年薄熙来案后，乌有之乡、毛泽东旗帜网等网站被关停，大量网民涌入四月网，令其流量排名攀高至全球前600，但不久之后，四月网也因挺薄倾向，被国新办关停一个月并停止免费资助其网络接入费用，导致四月网在托管服务器的世纪互联机房开始欠款。2013年春天，李世默决定不再追加投资。8月16日，饶谨召集员工开会，宣布公司资金断流，即日起员工回家办公。同年9月，包括四月網總編輯胡亦南等在內的多名編輯離職，并通過網絡和微博發布公開信，指控饒謹貪污公司資產，拖欠編輯工資。 四月网母公司四月华文（北京）文化传媒有限公司此后转型MCN，协助司马南、李毅、金灿荣、俄罗斯驻华大使馆等在社交媒体上运营发布內容。